# 달빛가족
《달빛가족》은 1989년 10월 14일부터 1990년 4월 8일까지 방영된 한국방송공사 주말연속극이다.

## 기획 의도
준호, 준태, 준식, 준길, 준수 개성 강한 5형제와 택시기사 오장팔 고모부 내외가 한 집에 살면서 겪는 재미있고 유쾌한 이야기

## 등장 인물
- 서인석 : 김준호 역 - 첫째, 출판사 부장
- 이휘향 : 조세정 역 - 준호의 아내, 천일병원 수간호사
- 길용우 : 김준태 역 - 둘째
- 조민수 : 영숙 역 - 준태의 아내
- 김주승 : 김준식 역 - 셋째
- 최수지 : 유혜진 역 - 준식의 아내
- 안승훈 : 김준길 역 - 넷째
- 김승진 : 김준수 역 - 막내
- 전양자 : 서주옥 여사 역 - 세정의 어머니, 장팔의 국민학교 동창
- 김순철 : 오장팔 역 - 고모부, 개인택시 기사
- 서승현 : 김점례 역 - 고모
- 오영갑
- 박시영
- 서동영
- 조동신
- 박정수
- 故 한경선
- 김진경
- 송미령
- 홍일권
- 박은영
- 전용환
- 정승규
- 신용규
- 권오균
- 김대환
- 신혜수 : 남문숙 역 - 준길의 연인
- 강효실 : 영숙의 어머니 역

## 제작진
- 기획 : 하강일
- 극본 : 이희우
- 연출 : 이응진
- 보조출연 : (주) 한국예술
- 기술감독 : 안규갑
- 조명감독 : 유용우
- 영상 : 이웅주
- 녹화 : 안혁석
- 조명 : 박영현, 장현기
- 음향 : 엄재섭, 유병수, 유영조
- 야외촬영 : 조원길, 김훈식
- 야외조명 : 김광수, 박용대
- 편집 : 장영국, 안영준
- 녹음 : 이상봉, 정동완
- 미술감독 : 이석우
- 무대 디자인 : 황봉익, 정규문
- 장치 : 채중석
- 소품 : 윤재흠, 김명선, 최용석
- 의상 : 장선
- 분장 : 조성근
- 미용 : 민은주
- 주제가 작곡 및 음악 : 임택수
- 음향효과 : 박용기
- 노래 작곡 : 김창완
- 그래픽 디자인 : 김태준
- 진행 : 장동국
- 카메라 감독 : 차종성
- 카메라 : 조남호, 김영태, 현태설
- 장소협조 : 라마다 르네상스 호텔, 서울랜드
- 협찬 : 광주요, 바로크가구
- 의상협조 : 아누
- 조연출 : 이덕건

## 회차별 다시보기

#### 1회 ~ 52회
| 방송 회차 | 방송 일자        | 다시보기 |
| --------- | ---------------- | -------- |
| 1회       | 1989년 10월 14일 |          |
| 2회       | 1989년 10월 15일 |          |
| 3회       | 1989년 10월 21일 |          |
| 4회       | 1989년 10월 22일 |          |
| 5회       | 1989년 10월 28일 |          |
| 6회       | 1989년 10월 29일 | 유실됨   |
| 7회       | 1989년 11월 4일  |          |
| 8회       | 1989년 11월 5일  |          |
| 9회       | 1989년 11월 11일 |          |
| 10회      | 1989년 11월 12일 |          |
| 11회      | 1989년 11월 18일 |          |
| 12회      | 1989년 11월 19일 |          |
| 13회      | 1989년 11월 25일 |          |
| 14회      | 1989년 11월 26일 |          |
| 15회      | 1989년 12월 2일  |          |
| 16회      | 1989년 12월 3일  |          |
| 17회      | 1989년 12월 9일  |          |
| 18회      | 1989년 12월 10일 |          |
| 19회      | 1989년 12월 16일 |          |
| 20회      | 1989년 12월 17일 |          |
| 21회      | 1989년 12월 23일 |          |
| 22회      | 1989년 12월 24일 |          |
| 23회      | 1989년 12월 30일 |          |
| 24회      | 1989년 12월 31일 |          |
| 25회      | 1990년 1월 6일   |          |
| 26회      | 1990년 1월 7일   |          |
| 27회      | 1990년 1월 13일  |          |
| 28회      | 1990년 1월 14일  |          |
| 29회      | 1990년 1월 20일  |          |
| 30회      | 1990년 1월 21일  |          |
| 31회      | 1990년 1월 27일  |          |
| 32회      | 1990년 1월 28일  |          |
| 33회      | 1990년 2월 3일   |          |
| 34회      | 1990년 2월 4일   |          |
| 35회      | 1990년 2월 10일  |          |
| 36회      | 1990년 2월 11일  |          |
| 37회      | 1990년 2월 17일  |          |
| 38회      | 1990년 2월 18일  |          |
| 39회      | 1990년 2월 24일  |          |
| 40회      | 1990년 2월 25일  |          |
| 41회      | 1990년 3월 3일   |          |
| 42회      | 1990년 3월 4일   |          |
| 43회      | 1990년 3월 10일  |          |
| 44회      | 1990년 3월 11일  |          |
| 45회      | 1990년 3월 17일  |          |
| 46회      | 1990년 3월 18일  |          |
| 47회      | 1990년 3월 24일  |          |
| 48회      | 1990년 3월 25일  |          |
| 49회      | 1990년 3월 31일  |          |
| 50회      | 1990년 4월 1일   |          |
| 51회      | 1990년 4월 7일   |          |
| 52회      | 1990년 4월 8일   |          |

## 수상
- 1990년 KBS 연기대상 남자 최우수 연기상 서인석
- 1990년 KBS 연기대상 여자 최우수 연기상 이휘향

## 주제가
- OST 전곡 작사/작곡 : 김창완
- 전곡 노래 : 김승진
- 주제가 제목 : 달빛 가족

## 참고 사항
- 조연출[1] 중의 한 명이었던 이덕건은 훗날 <폭풍 속으로>라는 드라마의 담당 PD를 맡았는데, 이 작품은 당초 <달빛가족>의 담당 연출자 이응진 PD가 연출을 맡은 <첫사랑> 후속 주말극으로 방영될 예정이었지만[2] <내 안의 천사> 후속 월화극으로 기획된 <4월의 키스>가 KBS 측에서 "기획의 참신성이 떨어진다"라 판단한 데 이어 작가 개인사정으로 편성이 취소되자 <내 안의 천사> 후속 월화극으로 변경된 바 있었다.
- 서인석과 이휘향은 KBS 2TV <드라마게임-아빠와 영혼>에서 부부로 호흡을 맞췄는데 해당 드라마의 조연출인 이덕건이 담당 PD였다.
- 2020년 KBS디지털미디어국에서는 1회부터 52회까지 유튜브 채널 옛날티비를 통해 풀영상을 순차적으로 공개하고있으나, 6회분은 자료가 유실되었다.